# Nordhausen
Nordhausen é uma cidade da Alemanha capital do distrito de Nordhausen, estado da Turíngia.
A partir de 1 de dezembro de 2007, os antigos municípios de Petersdorf, Rodishain e Stempeda foram incorporados à cidade de Nordhausen.

## Demografia
Evolução da população (a partir de 1960, em 31 de dezembro):
| de 1802 a 1945 - 1802: 8.355 - 1821: 9.900 - 1824: 9.700 - 1840: 12.000 - 1880: 26.198 - 1890: 26.847 - 1900: 28.497 - 1910: 32.564 - 1925: 35.056 - 1933: 37.635 - 1937: 40.000 - 1939: 42.316 - 1945: 31.743 1 | de 1946 a 1996 - 1946: 32.848 2 - 1950: 39.452 3 - 1960: 39.768 - 1966: 42.279 - 1970: 42.018 - 1977: 45.400 5 - 1980: 47.000 - 1981: 47.121 - 1984: 47.176 - 1985: 47.000 6 - 1986: 47.681 - 1994: 48.028 - 1995: 47.324 - 1996: 46.750 | a partir de 1997 - 1997: 46.650 - 1998: 46.192 - 1999: 46.057 - 2000: 45.633 - 2001: 45.196 - 2002: 44.701 - 2003: 44.311 - 2004: 43.894 - 2005: 43.594 - 2006: 43.344 - 2007: 44.057 4 - 2008: 44.189 - 2009: 44.127 |

 Fonte a partir de 1994: Thüringer Landesamt für Statistik
1 - 1 de dezembro; 25.681 residentes, 3.582 refugiados que já possuíam residência permanente no município e 2.480 refugiados sem-teto;

2 - 29 de outubro;

3 - 31 de agosto;

4 - com as incorporações;

5 - 1 de outubro;

6 - novembro.

## Localidades

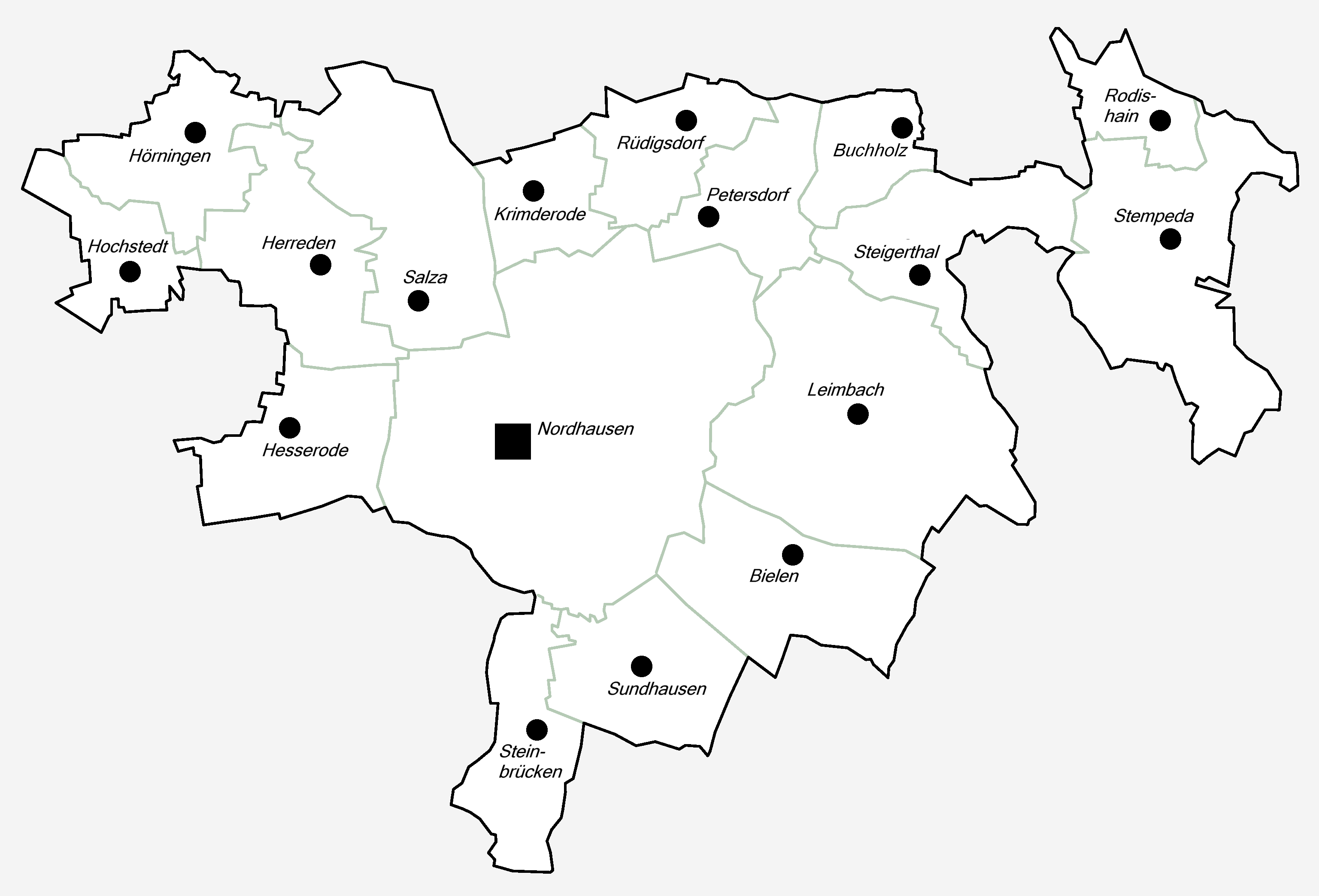
Localidades da cidade

- Bielen
- Herreden
- Hochstedt
- Hesserode
- Hörningen
- Leimbach
- Petersdorf
- Rodishain
- Steigerthal
- Steinbrücken
- Stempeda
- Sundhausen
- Nordhausen
- Krimderode
- Salza
- Rüdigsdorf